# Angry IP Scanner
Angry IP Scanner est un logiciel libre de balayage de port utilisé pour rechercher la présence de périphérique informatique connecté à un réseau TCP/IP. Angry IP Scanner possède une interface intuitive afin de tester la sécurité d'un réseau domestique ou de petite entreprise.
Le logiciel appelle toutes les adresses IP d'une plage spécifiée précédemment par les opérateurs de réseau. Pour détecter si un périphérique est en ligne, différents protocoles et techniques réseaux sont utilisées: demande d'écho ICMP (echo request), appel de paquets UDP et sondage de port TCP. En outre, le logiciel délivre sous certaines conditions des informations supplémentaires, telles que le nom d'hôte, l'adresse MAC, ainsi que des indications sur NetBIOS. Il peut vérifier l'ouverture  d'un port déterminé.
Les résultats peuvent être éventuellement sauvegardés au format TXT, CSV, XML ou sous forme de liste portant l’extension LST.
Le logiciel prend aussi en charge son utilisation dans l’interface en ligne de commande.